# Покров день

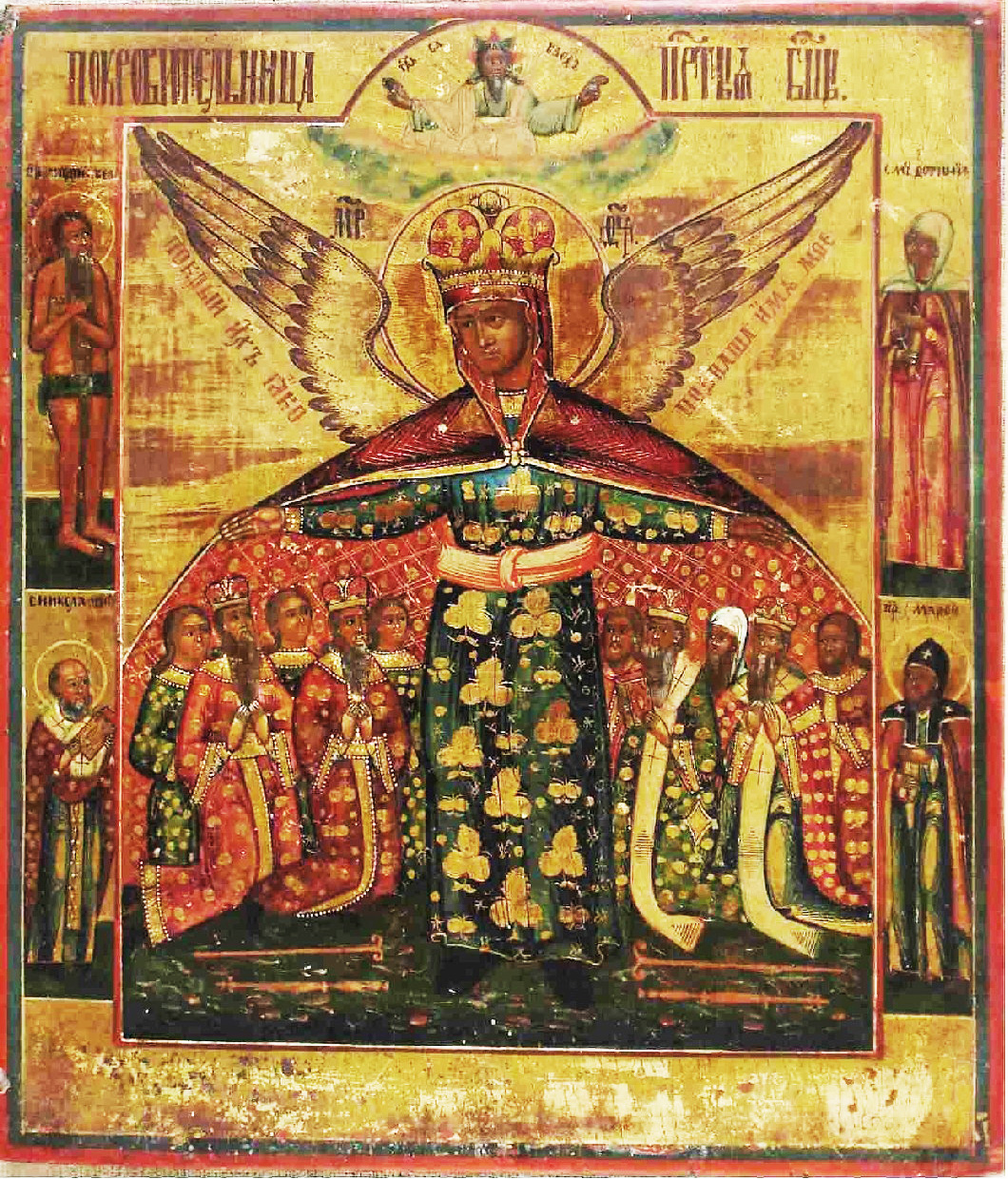
Икона Божией Матери, называемая «Покровительница». XIX в.

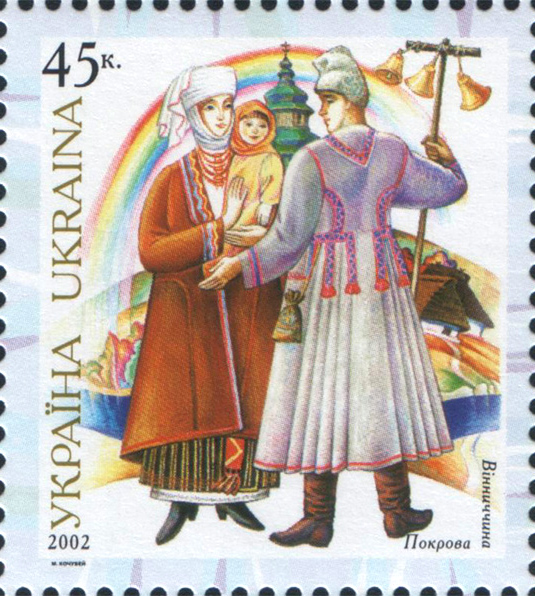
Марка Украины «Вінниччина. Покрова». 2002

Покро́в день (Покро́в, Покрова́) — день в народном календаре восточных славян, приходящийся на 1 (14) октября.
В народной традиции этот день отмечал встречу осени с зимой, начало вечерних девичьих посиделок и осеннего свадебного сезона. Название праздника народная этимология связывает с первым снегом, который покрывал землю, указывая на близость зимних холодов. Примерно с этих дней начинали топить в избах на юге России и на Украине, скот больше не выгоняли на пастбище, завершали все полевые и огородные работы. В Заонежье с Покрова наступала крестьянская зима, начинались молодёжные зимние «беседы».

## Другие названия
рус. Первое зазимье, Засидки, День Романа Сладкопевца, Праздник урожая (старообр.), Покрова́ Богородицы, Покрова́, Покров-Батюшка, Покровенье; бел. Трэцяя Прачыстая, Пакровы, укр. Покрова, День зустрічі зими; серб. Покровица; пол. Św. Pokrowy.

## Традиции
В этот день Пресвятой Богородице молятся о замужестве; Роману Сладкопевцу — о просвещении разума, научении духовной грамоте и о помощи в трудном учении; перед Ка́сперовской иконой Божией Матери молились при расслаблении, припадках, сумасшествии; перед Барской иконой Божией Матери — при бедах, невзгодах, а также о возвращении пленных.
Праздник установлен Русской православной церковью в память о видении св. Андрею Юродивому во Влахернском храме Константинополя Пресвятой Богородицы, распростершей над осаждённым городом и народом своё головное покрывало.
В народном осмыслении церковный праздник Покров Пресвятой Богородицы предстаёт далеко оторванным от христианской легенды. Народ создал свою легенду о «страдающей Богородице», которой в одной из деревень отказали в ночлеге, за что жители были наказаны пророком Ильёй. Пожалевшая людей Богородица спасла их, развернув покров над деревней, после чего они стали добрыми и гостеприимными.
На Руси праздник Покрова издавна связывали с началом зимы и посвящали ему поговорки: «На Покров земля снегом покрывается, морозом одевается», «На Покров до обеда осень, а после обеда зимушка-зима». Именно в этот день крестьяне начинали конопатить избы, ведь, по народной примете, снег на Покров — предвестник снежной и холодной зимы. День Покрова совпадал с полным окончанием полевых работ и серьёзной подготовкой к зиме.
В крестьянском быту само слово «покров» отделилось от церковной легенды и стало восприниматься по связи с обычаем покрывания женщиной головы после выхода замуж. Вероятно, бытовое толкование слова «покров» было связано с тем, что с этого дня наступала пора заключения браков.
Девушки, желающие поскорее выйти замуж, в этот день рано утром в церкви ставили свечу и приговаривали: «Покров-батюшка, покрой землю снежком, а меня женишком». Накануне самого праздника девушки рядились в поношенную одежду — костюмы стариков и старух, а на сам праздник наряжались «по-хорошему», ходили по родным в гости. Девушек вознаграждали куриными яйцами[страница не указана 3255 дней].
На Покров девушки просили Богородицу о замужестве и приговаривали: «Покров пресвятая Богородица! Покрой мою победную головку жемчужным кокошником, золотым подзатыльничком! Покров-батюшка, покрой землю снежком, а меня женишком! Бел снег землю покрывает, не меня ли, молоду, замуж снаряжает». Или иначе: «Ты, Покров-Богородица, покрой меня, девушку, пеленой своей — идти на чужую сторону! Введенье Мать-Богородица, введи меня на чужую сторонушку! Сретенье Мать-Богородица, встреть меня на чужой сторонушке!». Иногда обращались и к Параскеве Пятнице: «Батюшка Покров, мою голову покрой, матушка Пятница Параскева, покрой меня поскорее».
На праздник Покрова девицы, желающие выйти замуж, обращались с мольбою об этом к Параскеве Пятнице: «Батюшка Покров, мою голову покрой, матушка Пятница Параскева, покрой меня поскорее»; «Матушка Параскева Пятница, покрой меня (или: пошли женишка) поскорея!». «Мать-Покров! покрой землю снежком, меня молоду платком (или: женишком)». «Свята Пакрова, пакрый зямельку лісточкам, а галоўку — вяночкам» (белорус.). Связь дней Параскевы Пятницы и Покрова как времени предугадывания и заклятия брака, подчёркивается тем, что в эти дни девушки также гадают о своей будущей жизни. У девушек существовало поверье: которая из них раньше поставит в этот день свечку, та раньше и замуж выйдет, поэтому они встают рано утром и бегут в церковь ставить свечку празднику.
Начинались регулярные девичьи посиделки: «Зазимье пришло — засидки привело». У татар Среднего Урала Покров (Бакырау) открывал период молодёжных вечерних посиделок (кичтəн утыру) после окончания полевых работ. Посиделки в сам праздник включали приготовление варёной курицы и пельменей (бельмен) с капустой, а также игры, хороводы и танцы. У юго-западных удмуртов к Покрову (Пукро) нередко было приурочено осеннее ряженье (пӧртмаськон, шыр сюан «мышиная свадьба») после окончания полевых работ. Группы ряженой молодёжи обходили дворы всей деревни с песнями (нередко включавшими эротические метафоры) и шуточными играми.
Накануне Покрова молодые деревенские женщины сжигали в овине свои старые соломенные постели. Этим охраняются молодухи от «призора недоброго глаза». Старухи сжигали в это же самое время изношенные за лето лапти, думая исполнением этого «прибавить себе ходу на зиму». Ребятишек обливали перед Покровом водою сквозь решето, на пороге хаты. Это делалось в предохранение от зимней простуды.
По народному счёту времени Покров и Казанская — это сезонные вехи: Покров — зазимки, Казанская — первозимье, начало санного пути. Вплоть до начала XX века в нижегородско-самарском Поволжье бытовало сказание о том, что каждый год в назимние октябрьские дни — «от Покрова до Казанской» — Богородица ходит по земле с собором святых праведников, проверяя, весь ли урожай «сдвинулся» с полей в закрома.
С Покровом, так же, как и с Воздвиженьем, связывались поверья об уходе животных на зиму: «На Покрову скрываются все гады — ужи и все» (полес. На Покрову прикриваюцца ўси гадости — ужи и ўси). Жители Волыни считали, что на Покров змеи, во главе с главным ужом, влезают на лещину, чтобы в последний раз перед зимовкой взглянуть на небо. В восточной Польше (Подляшье) считали, что с этого дня барсуки уходят в норы. Русскими в Покров день совершались последние обряды похорон, или изгнания мух.
По народным поверьям, с Покрова переставали «бродить и колобродить по лесам лешие. При расставании со своей свободой лешие ломают деревья, вырывают с корнями кусты, разгоняют зверьё по норам, а затем и сами проваливаются сквозь землю до самой весны. В канун Покрова лешие целый день воют, стараясь перекричать ветер; и ни мужик, и ни баба, ни ребята малые не подойдут в этот день к лесу — из боязни, чтобы лесной хозяин не натешился над ними напоследок». «Леший — не свой брат, переломает косточки не хуже медведя!».
«Существовало поверье, что домовой уносит весь хлеб у того, кто молотит в этот праздник. В деревнях, где на этот день варят пиво, крестьяне ставят ведёрко пива в гумно и оставляют его там несколько дней».

## Поговорки и приметы
- Между Покрова и Родительской субботы зима не становится[26].
- Покров — не лето, а Благовещенье — не зима[27].
- Покров не лето, а Сретенье не зима[26].
- Пришла Покровка — не дала молока коровка (бел. Прыйшла Пакроўка — не дала малака кароўка)[28].
- Если на Покров будет полная осенняя грязь, зима встанет через четыре седьмины[29].
- Спереди Покров, сзади Рождество[26]